# Terralit
Terralit (av lat. terra, jord, och grek. lithos, sten) eller Siderolit (av grek. si'deros, järn), en fajansartad krukmakarlera, varav fabriceras flera billiga små artiklar, såsom tobaksdosor,
askkoppar, skrivdon, små korgar, blomkrukor, figurer med mera. Dessa s.k. siderolitvaror är inte glaserade, utan överdragna med färg- eller bronsfernissa eller är förgyllda. De tål inte vatten och förlorar fort sitt prydliga utseende. De flesta siderolitvaror komma från Böhmen, Thüringerwald,
Dresden, Mainz och porslinsfabriken vid Nymphenburg i Bayern.